# Salatis
Salatis là một chi bướm ngày thuộc họ Bướm nâu.